# John Cooksey
John Charles Cooksey, född 20 augusti 1941 i Alexandria i Louisiana, död 4 juni 2022 i Columbia i Louisiana, var en amerikansk läkare och politiker (republikan). Han var ledamot av USA:s representanthus 1997–2003.
Cooksey tillträdde 1997 som kongressledamot och efterträddes 2003 av Rodney Alexander.
I republikanernas primärval inför senatsvalet 2002 misslyckades Cooksey i sin strävan att vinna partiets nominering. Han drog uppmärksamhet till sin kampanj när han kommenterade arabernas klädsel på ett nedsättande sätt som fick partiledningen att ta avstånd från det han hade sagt.